# Juan Antonio Mayans
Juan Antonio Mayans y Siscar (Oliva, province de Valence, 1718 – Valence, 1801) était un essayiste, historien, archéologue, prêtre catholique et recteur d'université espagnol.
Frère cadet de l’illustre Gregorio Mayans, Juan Antonio Mayans vécut d’abord à l’ombre de celui-ci et subit à travers lui l’influence des courants intellectuels de l’Espagne des Lumières. Il interrompit ses études de philosophie pour accompagner en 1733 son frère à Madrid. Après leur retour dans leur ville natale, Juan Antonio s’engagea dans la carrière ecclésiastique et fut ordonné prêtre en 1768. Il rédigea une histoire de la ville d’Elche, parue en 1771, qui facilita son obtention du canonicat, à Tortosa d’abord, puis à Valence en 1774. Désigné recteur de l’université de Valence en 1775, il lui incomba de mener cette institution à travers deux décennies de réforme parfois houleuses. Après la mort de son frère en 1781, il écrivit sa biographie et s’érigea en continuateur de son œuvre, adoptant son esprit critique et argumentatif dans ses propres travaux d'historiographie.

## Biographie
Juan Antonio Mayans y Siscar, bien que né au sein d’une famille austrophile, eut une formation et une vie imprégnées des courants intellectuels réformistes caractérisant le XVIIIe siècle espagnol, plus particulièrement à travers son frère aîné, l’intellectuel des Lumières Gregorio Mayans.
Il commença des études de philosophie à l’université de Valence, mais y renonça en 1733 pour accompagner son frère à la Cour de Madrid après que celui-ci eut été, par la médiation du cardinal Álvaro Cienfuegos, nommé bibliothécaire royal. Pendant ces années dans la capitale, son frère élabora à son intention un plan d’études incluant le français, les mathématiques et la grammaire, en plus d’un ensemble de lectures, dont celle de Cervantes, de l’abbé Fleury et de Jean Louis Vivès. Il lui sera donné, en qualité de secrétaire et copiste de son frère, d’être associé à l’entreprise de celui-ci visant à vérifier les faits historiques, et de participer à ses multiples discussions avec Enrique Flórez, Andrés Marcos Burriel et le père dominicain Jacinto Segura.
En 1739, les frères Mayans s’en retournèrent dans leur ville natale d’Oliva, et en 1742, Juan Antonio s’inscrivit à l’Académie valencienne, fondée par son frère. C’est dans cet environnement d’érudition qu’il rédigea ses premiers essais sur l’histoire de l'Espagne, la plupart restés inédits.
Gregorio Mayans s’efforça de promouvoir la carrière ecclésiastique de son frère, lequel était handicapé par le fait de n’avoir pas achevé ses études universitaires. En 1768, Juan Antonio fut ordonné prêtre et s’engagea dans la carrière dans l’espoir d’obtenir un poste de chanoine à la cathédrale de Valence. Pour se forger une réputation, il entreprit de traduire des ouvrages français, mais s’attela également à rédiger une histoire de la ville d’Elche, en s’appuyant sur les auteurs anciens et sur les commentaires antérieures qu’il avait colligés et consignés dans plusieurs carnets de notes. Terminée en 1768, son œuvre ne paraîtra pas avant 1771, dans l’attente de l’autorisation d’une dédicace royale qui cependant ne vint jamais. Le livre connut le succès et contribua à lui ouvrir les portes du convoité canonicat, d’abord à Tortosa (en 1773), puis à Valence (en 1774).

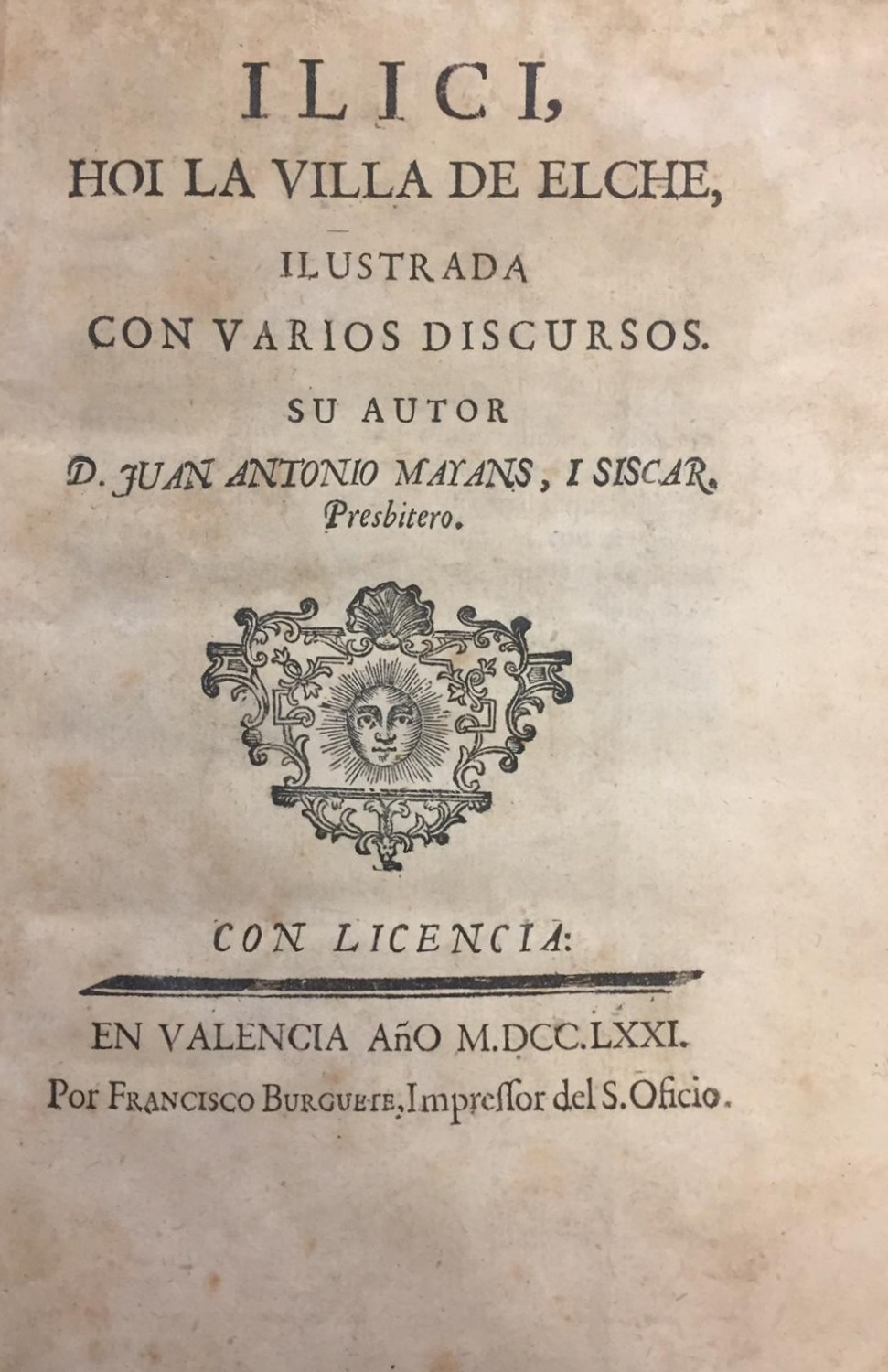
Page de titre de l’histoire de la ville d’Elche, par Juan Antonio Mayans (1771).

En 1775, il fut désigné recteur de l’université de Valence, fonction qu’il occupera les trois années suivantes. Sa carrière de recteur ne fut pas aisée, s’étant en effet déroulée dans les deux décennies de réformes du règne de Charles III, marquées par l’expulsion des jésuites en 1767 et par l’approbation du plan d’études de Blasco en 1786. Durant ces années, le gouvernement s’efforçait d’impatroniser la doctrine thomiste, en marginalisant les doctrines jésuitiques et en supprimant les chaires antithomistes. Cette tension scolastique, débordant de son caractère purement théorique initial, alla se propager jusqu’à la municipalité et à l’évêché de Valence, tous deux étroitement liés à l’institution universitaire.
Juan Antonio Mayans, collaborateur le plus proche de son frère Gregorio, se fit à la mort de celui-ci en 1781 le continuateur de son œuvre. L’esprit critique et argumentatif de Gregorio trouva à se réincarner dans la personnalité et les travaux de Juan Antonio, qui écrivit une biographie de son frère aîné, demeurée inédite, et se voua à rééditer ses principaux ouvrages.
Dans la dernière phase de sa vie, il collabora avec l'Académie royale espagnole d’histoire, dont il fut nommé membre honoraire en 1782. Dans le même temps, il entretint une vaste correspondance avec les érudits et historiens de son époque, tels que p. ex. Juan Bautista Muñoz, artisan des Archives des Indes. Il eut à cœur aussi de favoriser la diffusion des grands écrivains du Siècle d’or, encore que ce soit dans le champ de l’histoire littéraire valencienne qu’il se montra le plus actif, comme l'atteste son Diccionario valenciano, lui aussi resté inédit.

## Source
- (es) Lorenzo Abad Casal & Antonio Mestre Sanchís, « Juan Antonio Mayáns y Siscar », sur Diccionario biográfico español, Madrid, Real Academia de la Historia, 2018 (consulté le 6 février 2020)